# Фібі Воллер-Брідж
Фібі Мері Воллер-Брідж (англ. Phoebe Mary Waller-Bridge; нар. 14 липня 1985) — британська акторка, сценаристка, продюсерка, режисерка та шоуранерка, драматургиня. Художня співкерівниця театральної компанії DryWrite Theatre Company (із Вікі Джонс).
Створила, написала сценарій та виконала головну роль в комедійно-драматичному серіалі Channel 4 «Crashing» (2016) і трагікомедійному серіалі BBC «Погань» («Fleabag») (2016–2019). Шоуранерка і виконавча продюсерка першого сезону «Вбиваючи Єву» (2018) на BBC America. Обидва серіали були високо оцінені та включені до переліку найкращих телесеріалів XXI ст. «Гардіан».
За «Погань» отримала Премію БАФТА за найкращу жіночу комедійну роль, три нагороди Прайм-тайм премія «Еммі» в номінаціях найкраща головна акторка комедійного серіалу, найкращій сценарій комедійного серіалу та найкращий комедійний серіал та два «Золоті глобуси» (за найкращу жіночу роль серіалу — комедія або мюзикл та за найкращий серіал — комедія або мюзикл).
Воллер-Брідж зіграла у комедійному серіалі «Кафе» (2011–2013) та телевізійній кримінальній драмі «Бродчерч» (2015). Вона знімалася також у кінофільмах, серед яких «Альберт Ноббс» (2011), «Залізна леді» (2011) та  «Прощавай, Крістофер Робін» (2017), а також зіграла дроїда L3-37 у приквелі «Зоряних воєн» «Соло. Зоряні Війни. Історія» (2018). 
Співавторка сценарію для 25-го фільму про Джеймса Бонда «007: Не час помирати» (2020).

## Ранні роки
Фібі Мері Воллер-Брідж народилася 14 липня 1985 року у Лондоні, у родині Терези Мері (до шлюбу Клерк) та Майкла Кіпріана Воллер-Бридж. Її батько є співзасновником електронної торгівельної платформи Tradepoint. Її мати працює на Worshipful Company of Ironmongers. Фібі виросла в Ілінгу, Лондон. Має старшу сестру Ізобель Воллер-Брідж (композиторка, написала музику для «Погані») та молодшого брата Джаспера (музичний менеджер). Її батьки розлучені.. Закінчила Королівську академію драматичного мистецтва в Лондоні.

## Кар'єра
У 2009 Фібі Воллер-Брідж дебютувала у постановці «Roaring Trade» в лондонському театрі «Сохо». У 2013 знялась в одному епізоді серіалу «Погана освіта» («Bad Education»). В 2015 знялась у другому сезоні детективного серіалу «Бродчерч».
Фібі Воллер-Брідж також драматургиня. До її творчого доробку входить серія п’єс «Good. Clean. Fun».
У 2016 році Воллер-Брідж створила та знялася у ситкомі Channel 4 «Crashing» та телесеріалі «Погань» («Fleabag»). Останній є телеадаптацією одноіменної моновистави Воллер-Брідж, яку вона ставила у  2013 р. на фестивалі Edinburgh Festival Fringe і яка здобула на цьому фестивалі нагороду Fringe First Award (нею відзначають лише нові п'єси).
Після прем'єри на BBC Three, «Погань» транслювався на BBC Two з серпня 2016 року. Згодом його придбав сервіс «відео на замовлення» Amazon Video і у США прем'єра відбулася у вересні 2016 року. За гру в серіалі Воллер-Брідж виграла Премію БАФТА за найкращу жіночу комедійну роль та була номінована на телепремію «Вибір телевізійних критиків» в номінації найкраща акторка комедійного серіалу. Завершальний другий сезон вийшов в ефір у 2019 році. За другий сезон серіалу мисткиня отримала три нагороди Прайм-тайм «Еммі» (в номінаціях найкраща головна акторка комедійного серіалу, найкращий сценарій комедійного серіалу та найкращий комедійний серіал).
Воллер-Брідж разом із Вікі Джонс є художніми співкерівницям театральної компанії DryWrite Theatre Company. Вони познайомилися та потоварищували, працюючи разом над театральними постановками. 
В 2018 р. Воллер-Брідж озвучила та за допомогою технології захоплення руху виконала роль дроїда L3-37 у приквелі «Зоряних воєн» «Соло. Зоряні Війни. Історія».
Воллер-Брідж спродюсувала і написала сценарій до першого сезону телесеріалу-трилера «Вбиваючи Єву» за романами Люка Дженнінгса. Прем'єра серіалу за участі Сандри О та Джоді Комер у головних ролях відбулася у квітні 2018 року на BBC America. За роботу над сценарієм Воллер-Брідж номінована на Прайм-тайм «Еммі» за найкращій сценарій драматичного серіалу.
У березні 2019 року HBO замовив серіал «Run», створений тандемом Фібі Воллер-Брідж та Вікі Джонс, головні ролі в якому грають Доналл Глісон та Меррітт Вівер. Воллер-Брідж і сама грає у серіалі у ролі періодичну персонажку Флік.
У 2019 р. Воллер-Брідж стала співавторкою сценарію для 25-го фільму про Джеймса Бонда «007: Не час помирати» з Нілом Первісом та Робертом Вейдом.

## Особисте життя
Воллер-Брідж живе у Лондоні. В 2014 році одружилася з ірландським режисером-документалістом Конором Вудменом. У 2017 р. пара розійшлася і подала на розлучення, яке було остаточно завершене у 2018 р. З початку 2018 р. Воллер-Брідж у стосунках з англійсько-ірландським драматургом Мартіном Макдона.
Атеїстка.

## Фільмографія

### Кіно
| Рік  | Назва                          | Роль                 | Примітки         |
| ---- | ------------------------------ | -------------------- | ---------------- |
| 2009 | The Reward                     | Шарлотта             | Короткометражний |
| 2011 | Beautiful Enough               | Композиторка (голос) | Короткометражний |
| 2011 | Albert Nobbs                   | Віконтеса Ярелл      |                  |
| 2011 | Meconium                       | Лорна                | Короткометражний |
| 2011 | The Iron Lady                  | Сьюзі                |                  |
| 2015 | Крадене побачення              | Кейті                |                  |
| 2017 | Прощавай, Крістофер Робін      | Мері Браун           |                  |
| 2018 | Соло. Зоряні Війни. Історія    | Дроїд L3-37          |                  |
| 2023 | Індіана Джонс 5                | Гелена               |                  |
| 2024 | Уявні друзі                    | Блоссом              | голос            |
| 2025 | Велика смілива красива подорож |                      |                  |

### Телебачення
| Рік       | Назва                     | Роль            | Примітки                                         |
| --------- | ------------------------- | --------------- | ------------------------------------------------ |
| 2009      | Doctors                   | Katie Burbridge | Episode: "Chef's Secret"                         |
| 2010      | How Not to Live Your Life | Felicity        | Episode: "Don's Posh Weekend"                    |
| 2011      | The Night Watch           | Lauren          | Television film                                  |
| 2011–2013 | The Café                  | Chloe Astill    | 13 episodes                                      |
| 2013      | Coming Up                 | Karen           | Episode: "Henry"                                 |
| 2013      | London Irish              | Steph           | Episode: "Episode 2"                             |
| 2013      | Bad Education             | India           | Episode: "Drugs"                                 |
| 2014      | Glue                      | Bee Warwick     | 2 episodes                                       |
| 2015      | Broadchurch               | Abby            | 8 episodes                                       |
| 2015      | Flack                     | Eve             | Television film                                  |
| 2016      | Crashing                  | Lulu            | Creator, writer; 6 episodes                      |
| 2016–2019 | Погань                    | Fleabag         | Creator, executive producer, writer; 12 episodes |
| 2019      | Saturday Night Live       | Herself (host)  | Episode: "Phoebe Waller-Bridge/Taylor Swift"     |
| TBA       | Run                       | Flick           | Upcoming; executive producer                     |

### Театр
| Рік       | Назва                                           | Роль        | Примітки                                                                    |
| --------- | ----------------------------------------------- | ----------- | --------------------------------------------------------------------------- |
| 2005      | The School for Scandal                          |             | Royal Academy of Dramatic Art                                               |
| 2005      | Imperceptible Mutabilities of the Third Kingdom |             | Royal Academy of Dramatic Art                                               |
| 2005      | A Dance of the Forests                          |             | Royal Academy of Dramatic Art                                               |
| 2006      | The Life of Timon of Athens                     |             | Royal Academy of Dramatic Art                                               |
| 2007      | Is Everyone OK?                                 |             | Latitude Festival                                                           |
| 2007      | Crazy Love                                      | Billie      | Paines Plough                                                               |
| 2008      | Twelfth Night                                   | Viola       | Sprite Productions                                                          |
| 2009      | Roaring Trade                                   | Jess        | Soho Theatre                                                                |
| 2009      | 2 May 1997                                      | Sarah       | The Bush Theatre                                                            |
| 2009      | Rope                                            | Leila Arden | Almeida Theatre                                                             |
| 2010      | Like A Fishbone                                 | Intern      | The Bush Theatre                                                            |
| 2010      | Tribes                                          | Ruth        | Royal Court Theatre                                                         |
| 2011      | Hay Fever                                       | Sorel Bliss | Noël Coward Theatre                                                         |
| 2012      | Mydidae                                         | Marian      | Soho Theatre, Trafalgar Studios                                             |
| 2013–2019 | Fleabag                                         | Fleabag     | Underbelly, Cowgate, Salisbury Playhouse, SoHo Playhouse, Wyndham's Theatre |
| 2014      | The One                                         | Jo          | Soho Theatre                                                                |

### Сценарії
| Рік          | Назва                | Примітки                                   |
| ------------ | -------------------- | ------------------------------------------ |
| 2014         | Drifters             | 3 серії                                    |
| 2018–дотепер | Вбиваючи Єву         | 4 серії; також була виконавчою продюсеркою |
| 2020         | 007: Не час помирати | співсценаристка                            |

## Твори та публікації
- Waller-Bridge, Phoebe (1 січня 2013). Fleabag. London: Nick Hern Books. ISBN 978-1-84-842364-0. OCLC 894546593.

## Нагороди
| Рік  | Нагорода                                     | Категорія                                                    | Номінована робота | Result    |
| ---- | -------------------------------------------- | ------------------------------------------------------------ | ----------------- | --------- |
| 2013 | Stage Award for Acting Excellence            | Best Solo Performer                                          | Fleabag           | Перемога  |
| 2013 | Evening Standard Award                       | Most Promising Playwright                                    | Fleabag           | Номінація |
| 2014 | Critics' Circle Theatre Award                | Most Promising Playwright                                    | Fleabag           | Перемога  |
| 2014 | Laurence Olivier Award                       | Outstanding Achievement in Affiliate Theatre                 | Fleabag           | Номінація |
| 2014 | The Offies (The Off West End Theatre Awards) | Best Female Performance                                      | Fleabag           | Перемога  |
| 2014 | The Offies (The Off West End Theatre Awards) | Most Promising New Playwright                                | Fleabag           | Перемога  |
| 2017 | Critics' Choice Television Award             | Best Actress in a Comedy Series                              | Fleabag           | Номінація |
| 2017 | Royal Television Society Award               | Breakthrough Star                                            | Fleabag           | Перемога  |
| 2017 | Royal Television Society Award               | Writer – Comedy                                              | Fleabag           | Перемога  |
| 2017 | BAFTA TV Craft Award                         | Best Writer – Comedy                                         | Fleabag           | Номінація |
| 2017 | BAFTA TV Craft Award                         | Breakthrough Talent Award                                    | Crashing          | Номінація |
| 2017 | BAFTA TV Craft Award                         | Breakthrough Talent Award                                    | Fleabag           | Номінація |
| 2017 | BAFTA TV Award                               | Best Female Performance in a Comedy                          | Fleabag           | Перемога  |
| 2017 | Gold Derby Award                             | Best Comedy Actress                                          | Fleabag           | Номінація |
| 2017 | Gold Derby Award                             | Best Breakthrough Performer of the Year                      | Fleabag           | Номінація |
| 2017 | TCA Award                                    | Individual Achievement in Comedy                             | Fleabag           | Номінація |
| 2017 | Gotham Award                                 | Breakthrough Series – Long Form                              | Fleabag           | Номінація |
| 2018 | Primetime Emmy Award                         | Outstanding Writing for a Drama Series                       | Killing Eve       | Номінація |
| 2018 | Gotham Award                                 | Breakthrough Series – Long Form                              | Killing Eve       | Перемога  |
| 2019 | BAFTA TV Craft Award                         | Best Writing                                                 | Killing Eve       | Номінація |
| 2019 | Драма Деск                                   | Outstanding Solo Performance                                 | Fleabag           | Номінація |
| 2019 | Drama League Award                           | Distinguished Performance                                    | Fleabag           | Номінація |
| 2019 | TCA Award                                    | Individual Achievement in Comedy                             | Fleabag           | Перемога  |
| 2019 | Primetime Emmy Award                         | Outstanding Lead Actress in a Comedy Series                  | Fleabag           | Перемога  |
| 2019 | Primetime Emmy Award                         | Outstanding Writing for a Comedy Series                      | Fleabag           | Перемога  |
| 2019 | Primetime Emmy Award                         | Outstanding Comedy Series                                    | Fleabag           | Перемога  |
| 2019 | Primetime Emmy Award                         | Outstanding Drama Series                                     | Killing Eve       | Номінація |
| 2019 | Gold Derby Award                             | Best Drama Series                                            | Killing Eve       | Номінація |
| 2019 | Gold Derby Award                             | Best Comedy Series                                           | Fleabag           | Перемога  |
| 2019 | Gold Derby Award                             | Best Comedy Actress                                          | Fleabag           | Перемога  |
| 2019 | Gold Derby Award                             | Best Comedy Episode of the Year ("Episode 2.1")              | Fleabag           | Перемога  |
| 2019 | Gold Derby Award                             | Best Comedy Episode of the Year ("Episode 2.6")              | Fleabag           | Номінація |
| 2019 | Gold Derby Award                             | Performer of the Year                                        | Fleabag           | Перемога  |
| 2019 | Britannia Awards                             | British Artist of the Year                                   | Н/Д               | Перемога  |
| 2020 | Satellite Award                              | Best Actress in a Musical or Comedy Series                   | Fleabag           | Перемога  |
| 2020 | Satellite Award                              | Best Television Series – Musical or Comedy                   | Fleabag           | Перемога  |
| 2020 | Golden Globe Award                           | Best Actress – Television Series Musical or Comedy           | Fleabag           | Перемога  |
| 2020 | Golden Globe Award                           | Best Television Series – Musical or Comedy                   | Fleabag           | Перемога  |
| 2020 | Golden Globe Award                           | Best Television Series – Drama                               | Killing Eve       | Номінація |
| 2020 | Critics' Choice Television Award             | Best Actress in a Comedy Series                              | Fleabag           | Перемога  |
| 2020 | Critics' Choice Television Award             | Best Comedy Series                                           | Fleabag           | Перемога  |
| 2020 | Screen Actors Guild Award                    | Outstanding Performance by a Female Actor in a Comedy Series | Fleabag           | Перемога  |
| 2020 | Screen Actors Guild Award                    | Outstanding Performance by an Ensemble in a Comedy Series    | Fleabag           | Номінація |